# مكتبة جافا سكريبت
مكتبة جافا سكريبت (بالإنجليزية: JavaScript library)‏ هي مكتبة جافا سكريبت مكتوبة مسبقا والتي تسمح بتطوير سهل للتطبيقات المبنية على جافا سكريبت خاصة أجاكس والتكنولوجيا الأخرى للشبكة العنكبوتية العالمية (web-centric).

## نبذة تاريخية
كانت بدايات تطوير جافا سكريبت بواسطة نتسكيب (Netscape) وفيما بعد موزيلا (Mozilla)، وكان وجودها على شبكة الإنترنت في الكثير من المواقع واكتسبت قوة مع ظهور ويب 2.0 (Web 2.0) حيث تزايد استخدام جافا سكريبت في تطوير واجهات التطبيقات للمستخدم لكل من تطبيقات الويب وايضا تطبيقات سطح المكتب.
اندمجة أيضا جافا سكريبت مع CSS لإنشاء صفحات ويب ديناميكية، وأصبحت تحظى بشعبية كبيرة باعتباره أكثر كفاءة وأسهل في أمكانية الوصول عن بديلها أدوبي فلاش. 

## مكتبات
مع توسع الحاجة لجافا سكريبت أصبحت هناك حاجة أكبر للمبرمجين لتطوير واجهات ديناميكية (dynamic interfaces) ولهذا تم تطوير مكتبات جافا سكريبت بروتوتيب (Prototype) و (script.aculo.us) و (Ext JS) و (JsPHP) وموتولز (MooTools) وأهمهم حاليا جي كويري (jQuery).

## أطر العمل
بعض مكتبات جافا سكريبت، مثل مكتبات يوي (YUI Library) تصنف كإطار عمل (Framework) وهي تعرض قدرات كاملة وخصائص (properties) مختلفة عن باقي مكتبات جافا سكريبت العامة.